# Charles Perron (peintre)
Pour les articles homonymes, voir Charles Perron et Perron.
Charles Perron, né le 22 août 1893 à Plessé (Loire-Atlantique), mort le 18 avril 1958 à Nantes, est un artiste peintre français du XXe siècle.

## Biographie
Après la mort de son père en 1901, il habite Le Gâvre avec sa mère (décédée en 1931) ; il passe le brevet à Blain, puis reçoit une formation à l'École des Beaux-Arts de Nantes (1909-1913), puis à l'École des Beaux-Arts de Paris (1913-1914 et 1919-1921). Entre 1914 et 1919, non mobilisé pour raisons de santé, il occupe un poste de professeur à Nantes. Il obtient le deuxième Grand prix de Rome en 1921. En 1926, il obtient le prix Eugène-Thirion.
De 1936 à 1945, il est conservateur du Musée des beaux-arts de Nantes ; il réside régulièrement au Gâvre et y a un atelier à partir de 1938.

## Œuvre
Charles Perron a surtout peint des paysages, notamment de la forêt du Gâvre. 
Il utilise parfois la technique du trompe-l'œil.
La plus grande partie de ses œuvres se trouve dans des collections particulières ; quelques-unes sont présentes dans les musées de Nantes, Saint-Nazaire, Guérande et Rennes, ainsi qu'à Paris, Cambrai et Tourcoing.

## Hommages
Le nom de Charles Perron a été donné à l'école publique du Gâvre ainsi qu'a une rue de Plessé.